# 李之光
李之光（1913年—1992年），男，山东淄博人，中华人民共和国军事人物、书法家，曾任山西省军区顾问，中国书法家协会理事，山西省书法家协会副主席。